# 弁慶堀の河太郎

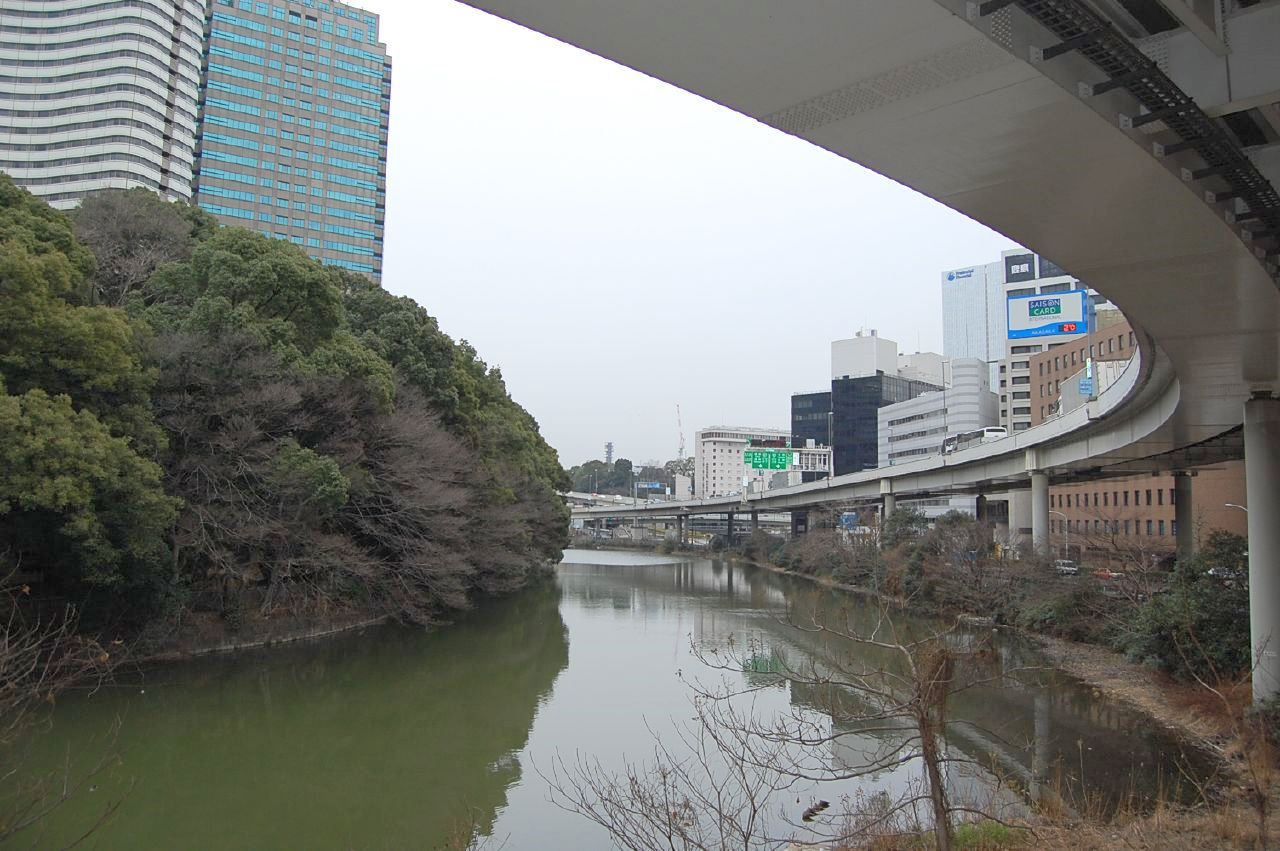
河童が住んでいたという弁慶堀の現在

弁慶堀の河太郎（べんけいぼりのかわたろう）は、江戸城の外堀である弁慶堀に住んでいたといわれる河童。松浦静山の『甲子夜話』に記述があるもので、名称は妖怪漫画家・水木しげるの著書によるもの
。

## 概要
その昔のこと。江戸のとある侍に仕える従者が、帰り道に弁慶堀のそばを通っていた。
既に夜も更け、周囲には灯りもなくまったくの闇であった。ふと、堀の中から従者を呼ぶ声が聞こえた。見ると、堀の中で小さな子供が手招きをしていた。
従者は、さては子供が水に落ちたかと思い、助けるために手を差し伸べた。しかしその子供は、まるで岩か何かのようにまったく動かず、それどころか従者の方がどんどん堀の中へ引き込まれてゆく。従者は必死の思いで手を振りほどき、家へ逃げ帰った。
家に帰りついた従者を家人たちが迎えると、従者は放心状態の上、全身がずぶ濡れでひどい悪臭が漂っていた。家人たちは水をかけて洗ってやったが、臭いはどうしてもとれなかった。
翌日になると従者は正気に戻ったが、異様な疲労感に満ちていた。やがて4～5日が過ぎると、疲労感は抜け、全身の悪臭もようやく消え失せた。
一連の出来事を知った人々は、弁慶堀に住む河太郎（河童）の仕業だろうと噂したということである。